# Кашуэйру-ди-Итапемирин (микрорегион)

Кашуэйру-ди-Итапемирин на карте.

Кашуэйру-ди-Итапемирин (порт. Microrregião de Cachoeiro de Itapemirim) — микрорегион в Бразилии, входит в штат Эспириту-Санту. Составная часть мезорегиона Юг штата Эспириту-Санту. 
Население составляет 	332 189	 человек (на 2010 год). Площадь — 	4 094,784	 км². Плотность населения — 	81,12	 чел./км².

## Демография
Согласно сведениям, собранным в ходе переписи 2010 г. Национальным институтом географии и статистики (IBGE), население микрорегиона составляет:						
| Полное население                             | Полное население                             | Полное население                             | Полное население                             | 332 189 |
| -------------------------------------------- | -------------------------------------------- | -------------------------------------------- | -------------------------------------------- | ------- |
| в том числе:                                 | Городское население                          | 264 580                                      | Процент городского населения, %              | 79,65   |
|                                              | Сельское население                           | 67 609                                       | Процент сельского населения, %               | 20,35   |
|                                              | Мужское население                            | 164 218                                      | Процент мужского населения, %                | 49,44   |
|                                              | Женское население                            | 167 971                                      | Процент женского населения, %                | 50,56   |
| Плотность населения, чел/км²                 | Плотность населения, чел/км²                 | Плотность населения, чел/км²                 | Плотность населения, чел/км²                 | 81,12   |
| Население микрорегиона в % к населению штата | Население микрорегиона в % к населению штата | Население микрорегиона в % к населению штата | Население микрорегиона в % к населению штата | 9,45    |

## Статистика
- Валовой внутренний продукт на 2003 составляет 1 731 530 899,00 реалов (данные: Бразильский институт географии и статистики).
- Валовой внутренний продукт на душу населения на 2003 составляет 5275,31 реалов (данные: Бразильский институт географии и статистики).
- Индекс развития человеческого потенциала на 2000 составляет 0,757 (данные: Программа развития ООН).

## Состав микрорегиона
В составе микрорегиона включены следующие муниципалитеты:
1. Кашуэйру-ди-Итапемирин
2. Кастелу
3. Жерониму-Монтейру
4. Варжен-Алта